# 北海道道398号北见枝幸停车场线
北海道道398号北见枝幸停车场线（日语：北海道道398号北見枝幸停車場線）是一条位于北海道枝幸町内的普通道级道路（北海道道）。

## 指定区間
- 起点：北海道枝幸郡枝幸町幸町（＝宗谷巴士枝幸终点站、町道常盤町線・同興滨線通交点）
- 終点：北海道枝幸郡枝幸町南滨町（＝国道238号交点）
- 总長：0.5千米
- 共线区间：枝幸町幸町 - 枝幸町南滨町（北海道道1069号雨烟内幌内保线）

## 经过的自治体
- 宗谷综合振兴局
  - 枝幸郡枝幸町

## 主要连接道路
- 枝幸町
  - 北海道道1069号雨烟内幌内保線＝幸町
  - 国道238号

## 历史
- 1961年3月31日被勘定为道级道路。有连结至旧国铁兴滨北线的总站北见枝幸站的道路。

## 其他
- 别名为「3・5・3高砂通」。穿过枝幸町的中心地区。以西條百貨店枝幸店为起点，沿線拥有众多商業施設，枝幸町市政厅也在附近。